# 宮崎梅田学園硬式野球部
宮崎梅田学園硬式野球部（みやざきうめだがくえんこうしきやきゅうぶ）は、日本野球連盟に加盟する社会人野球の企業チームである。
本拠地は宮崎県宮崎市で、運営母体の梅田学園グループが同県内で運営している自動車教習所の教習指導員（教官）を中心にチームを構成している。

## 概要
「大企業のチームから（入部の）声が掛からなかったアマチュア野球の選手を（梅田学園のグループ企業の社員として雇用しながら）長い目で育てたい」「野球を通じて交通安全の意識を多くの人々に浸透させたい」という梅田條尾社長の意向や、同グループがかねてから宮崎県内で野球大会を主催してきた実績を踏まえて、2006年にグループ内のクラブチームとして『梅田学園ベースボールクラブ宮崎』を設立。同年2月23日付で日本野球連盟への新規加盟が承認された。このような経緯から、練習や試合では、交通安全を訴える趣旨の横断幕を必ず掲示。試合用のユニフォームの袖にも、「交通安全」のワッペンが付けられている。
初代監督に元プロ野球選手（ヤクルトスワローズ外野手）の原英史を招聘したが、1年限りで退任。2006年11月14日付で、チーム名を『宮崎梅田学園自動車学校』に改称した。さらに、2009年1月28日付で『宮崎梅田学園硬式野球部』に改称。日本野球連盟での登録種別も、クラブチームから会社登録の企業チームに変更した。2014年からは、宮崎県の出身で、外野手として福岡ダイエーホークスなどに所属していた本村信吾をコーチに迎えている。
野球部専用のグラウンドはなく、自動車教習所の教官が選手の大半を占めることから、教習所の繁忙期に当たる3月および7 - 8月は選手としての活動より教官としての勤務を優先させている。それでも2015年には、上記の条件で在籍していた信楽晃史投手が、所属選手としては初めて NPBドラフト会議で指名（詳細後述）。2018年には、日本選手権の九州地区予選を勝ち抜いた末に、チームとしては初めての本戦出場へ漕ぎ着けた。
さらに、2019年には、7月開催の都市対抗野球大会へ九州第3代表として初出場を果たした。宮崎県勢としても初めての出場だったが、初出場チーム同士の対戦になったシティライト岡山との初戦で敗退。その一方で、この大会に向けて新調した平仮名の社名ロゴ（うめだがくえん）入りのユニフォームや、前述した横断幕などで注目された。
2023年3月1日、2023 ワールド・ベースボール・クラシック東京プール強化試合にてチェコ共和国および中国の対戦相手とを務めることが発表された。

## 沿革
- 2006年
  - 2月 - 『梅田学園ベースボールクラブ宮崎』として創部し、日本野球連盟にクラブチームとして加盟
  - 11月 - チーム名を『宮崎梅田学園自動車学校』に改称
- 2009年1月 - チーム名を『宮崎梅田学園硬式野球部』に改称し、登録をクラブチームから企業チームに変更

## 主要大会の出場歴・最高成績
- 都市対抗野球大会：出場2回
- 社会人野球日本選手権大会：出場2回
- 全日本クラブ野球選手権大会：出場なし、第31回クラブ選手権九州予選ベスト4、第3回西日本カップ野球大会出場

現在は企業チーム登録となったためクラブ選手権出場不可

## 主な出身プロ野球選手
- 信樂晃史（投手） - 2015年ドラフト6位で千葉ロッテマリーンズに入団

## 元プロ野球選手の競技者登録
- 原英史（元：ヤクルトスワローズ） - 監督→退団
- 本村信吾（元：福岡ダイエーホークス、広島東洋カープ、中日ドラゴンズ） - コーチ→退団